# Franziska Franke
Franziska Franke (* 1955 in Leipzig) ist eine deutsche Schriftstellerin.

## Ausbildung und Autorentätigkeit
Franziska Franke begann nach ihrem Schulabschluss in Wiesbaden ihr Studium der Kunstgeschichte, Klassischen Archäologie und Kunstpädagogik an der Johannes Johannes Gutenberg-Universität Mainz und schloss es 1986 an der Johann Wolfgang Goethe-Universität Frankfurt am Main ab.
Danach begann Franke, Kriminalromane zu schreiben; der erste erschien 2009. Die meisten ihrer Romane haben eine Handlungslücke in Arthur Conan Doyles beliebtester Romanreihe zum Thema. Die Geschichten spielen zwischen dem von Conan Doyle beschriebenen Verschwinden von Sherlock Holmes und seinem späteren Wiederauftauchen. Außer Franke schrieben auch andere Autoren Geschichten aus dieser von Conan Doyle vernachlässigten „Exilzeit“ Holmes’. Bei Franke ermittelt Holmes mit einem neuen Assistenten an der Seite in verschiedenen – auch entlegenen – Teilen der Welt. Bislang sind elf Bände erschienen. Einige von Frankes Geschichten wurden unter Bearbeitung weiterer Autoren als Hörspiel Teil der Sherlock Holmes Chronicles.
Außer ihren Holmes-Romane schrieb Franke historische Kriminalromane aus der Römerzeit in Worms, Köln und Mainz. Dazu kommen Kunstführer zur klassischen Antike und zum 19. Jahrhundert.
Franke ist eine „Mörderische Schwester“ und gehört zu Dostojewskis Erben, einem Autorenkreis in Wiesbaden. Sie lebt in Mainz und arbeitet freiberuflich in der Erwachsenenbildung.

## Werke
Sherlock Holmes-Serie
- Sherlock Holmes und die Büste der Primavera. KBV-Verlag, Hillesheim 2009, ISBN 978-3-940077-66-0 (weitere Auflage 2013; auch als Hörspiel, bearbeitet von Markus Winter)[4]
- Sherlock Holmes und der Club des Höllenfeuers. KBV-Verlag, Hillesheim 2010, ISBN 978-3-940077-93-6 (weitere Auflage 2013; auch als Hörspiel, bearbeitet von Markus Winter)[5]
- Sherlock Holmes und die Katakomben von Paris. KBV-Verlag, Hillesheim 2011, ISBN 978-3-942446-19-8 (weitere Auflage 2013; auch als Hörspiel)[6]
- Sherlock Holmes und das Ungeheuer von Ulmen. KBV-Verlag, Hillesheim 2013, ISBN 978-3-942446-90-7
- Sherlock Holmes und der Ritter von Malta. KBV-Verlag, Hillesheim 2014, ISBN 978-3-95441-192-4
- Sherlock Holmes und das Geheimnis der Pyramide. KBV-Verlag, Hillesheim 2014, ISBN 978-3-95441-261-7
- Sherlock Holmes und die schwarze Kobra. KBV-Verlag, Hillesheim 2016, ISBN 978-3-95441-322-5
- Sherlock Holmes und die Spur des Yeti. KBV-Verlag, Hillesheim 2017, ISBN 978-3-95441-387-4
- Sherlock Holmes und der Fluch des grünen Diamanten. KBV-Verlag, Hillesheim 2012, ISBN 978-3-942446-66-2
- Sherlock Holmes und der Mönch von Mainz. KBV-Verlag, Hillesheim 2019, ISBN 978-3-95441-453-6
- Sherlock Holmes und das Orakel der Runen. KBV-Verlag, Hillesheim 2021, ISBN 978-3-95441-579-3

Kriminalromane aus der Römerzeit
- Der Tod des Jucundus – ein Kriminalroman aus dem römischen Mainz. Leinpfad Verlag, Ingelheim 2011, ISBN 978-3-942291-18-7
- Wechselspiel in Mogontiacum – ein Krimi aus dem römischen Mainz. Salonlöwe Verlag, Mainz 2015, ISBN 978-3-944571-37-9 (weitere Auflage 2021)
- Die Halskette von Worms. edition oberkassel, Düsseldorf 2021, ISBN 978-3-95813-254-2
- Das Wechselspiel von Köln. edition oberkassel, Düsseldorf 2021, ISBN 978-3-95813-253-5

Kunstführer
- Welterbe Bergpark Wilhelmshöhe – der Herkules. Schnell und Steiner, Regensburg 2017, ISBN 978-3-7954-3245-4 (mit Astrid Schlegel)
- Schloss Wilhelmshöhe – die Antikensammlung. Schnell und Steiner, Regensburg 2018, ISBN 978-3-7954-3331-4